# Ramón Pérez de Ayala

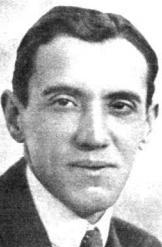
Ramón Pérez de Ayala (1931)

Ramón Pérez de Ayala y Fernández del Portal (* 9. August 1880 in Oviedo; † 5. August 1962 in Madrid) war ein spanischer Schriftsteller, Journalist und Diplomat.

## Leben
Ramón Pérez de Ayala wurde in Oviedo als Sohn eines Textilhändlers geboren, der in jungen Jahren in Kuba gelebt hatte. Am frühen Tod seiner Mutter Luisa litt Ramón emotional sehr stark. Seine Kindheit verbrachte er großteils in Internaten der Jesuiten, San Zoilo in Carrión de los Condes und Colegio de la Inmaculada in Gijón. Diverse Erlebnisse in diesen Schulen waren auch ausschlaggebend für den im späteren Werk, vor allem im autobiographischen Roman A.M.D.G. (Ad Maiorem Dei Gloriam), spürbaren Antiklerikalismus.
Er studierte Rechtswissenschaften in Oviedo, wo er den bekannten Schriftsteller und Rechtsgelehrten Leopoldo Alas, besser bekannt als „Clarín“, zum Professor hatte. Dort lernte er auch die Gedanken des Krausismo und des Regeneracionismo kennen. In seinen Jugendjahren gab er sich als Dandy und Freigeist, mit langen Haaren und Monokel. Zu dieser Zeit kam er auch in Kontakt mit Vertretern des Modernismo.
1902 wurde sein erster Roman, Trece dioses. Fragmentos de las memorias de Florencio Flórez, noch ganz in der dekadenten Fin-de-siècle-Stimmung der Sonatas eines Ramón María del Valle-Inclán gehalten, in El Progreso de Asturias als Fortsetzungsroman gedruckt. 1903 gründete er zusammen mit anderen Intellektuellen die Zeitschrift Helios, Revista del Modernismo; ab 1904 begann er in El Imparcial und ABC als Journalist zu arbeiten. 1907 floh er vor dem Skandal, den sein Roman Tinieblas en las cumbres ausgelöst hatte, nach London, wo er ein Jahr später vom finanziellen Ruin und Selbstmord seines Vaters erfuhr.
Er unternahm Reisen durch Frankreich, Italien, England, Deutschland und die USA und wirkte auch als ghostwriter für seinen Kollegen und Freund Azorín, wenn dieser gerade eine depressive Krise durchlebte. Während des Ersten Weltkriegs arbeitete Pérez de Ayala als Kriegsberichterstatter für La Prensa in Buenos Aires. Aus seinen Erlebnissen auf den Schlachtfeldern erwuchs sein Werk Hermann encadenado (1917).
1927 erhielt er den Premio Nacional de Literatura (Staatspreis für Literatur) in Spanien, 1928 wurde er zum Mitglied der Real Academia Española gewählt. Während der Zweiten Spanischen Republik bekam er die Leitung des Museo del Prado übertragen und gelangte als Abgeordneter in die Cortes. 1932 wurde er zum spanischen Botschafter in London ernannt, trat jedoch 1936 wegen politischer Differenzen von diesem Amt zurück und kehrte nach Spanien heim.
Bei Ausbruch des Bürgerkriegs ergriff er Partei für die Nationalisten und entsandte seine beiden Söhne als Freiwillige in das Heer von Francisco Franco. 1938 verließ er Spanien, lebte danach in Paris und Biarritz, später in Buenos Aires, bis er sich 1954 wieder in Spanien niederließ. Ramón Pérez de Ayala starb am 5. August 1962 in Madrid.

## Werk
Die Romane von Pérez de Ayala verströmen einerseits eine intellektuelle Note, da seine Figuren oft abstrakte Ideen verkörpern und allgemein eine Tendenz zum Symbolischen bei ihm vorherrscht; es sind auch viele Reflexionen und Dialoge darin enthalten. Seine Texte zeichnen sich aber auch durch Toleranz, Humor, Gleichheitssinn und großes psychologisches Interesse aus, manchmal kommt auch ein didaktischer Impetus in ihnen zum Tragen. Pérez de Ayala betreibt gern ein intellektuelles Spiel mit Ideen und legt eine tragikomische Weltsicht an den Tag; Ironie wechselt ab mit lyrischen Passagen.

### Romane
- Tinieblas en las cumbres (1907)
- La pata de la raposa (1911).
- A. M. D. G. (Ad maiorem Dei gloriam) (1910)
- Troteras y danzaderas (1913)
- El ombligo del mundo (1924)
- Los trabajos de Urbano y Simona (1923)
- Belarmino y Apolonio (1921)
- Tigre Juan (1926)
- El curandero de su honra (1928)

### Novellen und Erzählungen
- Prometeo, Luz de domingo, y La caída de los limones (Novelas poemáticas de la vida española) (1916).
- Bajo el signo de Artemisa (1924), Novellen: Prometeo, Luz de domingo, La caída de los limones.

### Lyrik
- La paz del sendero (1904).
- El sendero innumerable (1916).
- El sendero andante (1921).

### Essays
- Hermann encadenado. Libro del espíritu y el arte italiano (1917).
- Las máscaras (1917–1919).
- Política y toros (1918).
- Amistades y recuerdos (1961)
- Fábulas y ciudades (1961).

### Übersetzungen ins Deutsche
- AMDG. Roman. (A.M.D.G. La vida en los colegios de jesuitas, 1910) Berlin 1912
- Artemis. Zwei Novellen. (Bajo el signo de Artemis. Novelas, 1924) Übers. Wilhelm Muster. Suhrkamp, Frankfurt 1959 (= BS 50)
- Tiger Juan. Roman. (Tigre Juan, 1926) Übers. Wilhelm Muster. Fischer, Frankfurt 1966 (Fischer-Bücherei, 773)
- Belarmino und Apolonio. Roman. (Belarmino y Apolonio, 1920) Übers. Wilhelm Muster. Suhrkamp, Frankfurt a. M. 1958
- Pfefferkorn und Tausendmalverzeihung. (El padre eterno, aus: El ombligo del mundo, 1922) Übers. Hermann Stiehl. In: Spanien erzählt. Fischer, Frankfurt 1953 (ebd., 503); wieder in: Die großen Meister. Europäische Erzählungen des 20. Jahrhunderts. Hg. Rolf Hochhuth. Bertelsmann Lesering, Gütersloh 1964, 221 – 242

## Verfilmungen
2007 Luz de Domingo unter der Regie von José Luis Garci.